# 小獣林王
小獣林王（しょうじゅうりんおう、生年不詳 - 384年）は、高句麗の第17代の王（在位:371年 - 384年）。姓は高、諱は丘夫。小解朱留王ともいう。先代の故国原王の子であり、355年に太子に立てられ、371年10月に先王が百済との戦いで戦死したため、王位に就いた。

## 治世
前燕に記録的大敗を喫し、また百済と戦って王を討ち取られるなど、軍事力の低下していた時代に王となった小獣林王はひたすらに国力の回復に努めた。372年は前秦の苻堅から派遣された仏僧順道を受け入れ、375年に肖門寺を創建してこれを置き、後れて高句麗に入った仏僧阿道のためには伊弗蘭寺を創建した。『三国史記』はこの寺の創建が朝鮮での仏法の始まりとしている。また、372年には太学をたてて儒教による教育を推し進め、373年には律令をはじめて頒布したことなどが伝えられており、文教政策に特に注力した様子が窺える。ただし、この律令の内容はまったく伝わっていないために不明であり、従来の高句麗の慣習法を成文化したものに留まると見るのが妥当と考えられている。また、前秦へは377年にも朝貢をしており、中国との良好な関係を保とうとした。
一方、半島内において、百済とは攻めたり攻められたりの状況で、目覚しい戦果もなく、北方では378年に契丹の侵略を受け、8部落を奪われた。
在位14年にして384年11月に死去。小獣林の原に埋葬され、小獣林王と諡された。